# 國井和郎
國井 和郎（くにい かずお、1941年（昭和16年）6月13日 - 2010年（平成22年）2月15日）は、日本の法学者。専門は民法。名誉法学博士（トゥールーズ第一大学）。大阪大学名誉教授。大阪府八尾市生まれ。司法試験考査委員などを務めた。

## 略歴
- 大阪大学法学部卒業
- 1975年（昭和50年） - 大阪大学法学部助教授
- 1987年（昭和62年） - 大阪大学法学部助教授
- 2004年（平成16年） - 大阪学院大学教授
- 2004年（平成16年） - 弁護士登録。堂島法律事務所に入所。
- 2006年（平成18年）3月3日 -  フランスの トゥールーズ第一大学から、名誉法学博士の称号を授与される。
- 2010年（平成22年）2月15日 - 心不全のため大阪府高槻市の病院で死去。68歳。

## 著作

### 共著
- （五十嵐清・淡路剛久・沢井裕・神田孝夫）『損害賠償の法律入門』（有斐閣，1977年12月）
- （沢井裕・吉村良一）『民法講義ノート〈6〉不法行為 (有斐閣新書)』（有斐閣，1996年4月）
- （山田卓生）『新・現代損害賠償法講座〈4〉使用者責任ほか』（日本評論社，1997年3月）